# Francesco Zerrillo

Bischofswappen von Francesco Zerrillo

Francesco Zerrillo (* 23. April 1931 in Reino, Provinz Benevent; † 14. Mai 2022 ebenda) war ein italienischer Geistlicher und römisch-katholischer Bischof von Lucera-Troia.

## Leben
Francesco Zerrillo studierte Philosophie und Katholische Theologie am Regionalen Päpstlichen Priesterseminar Pio XI. in Benevento. Am 25. Juli 1954 empfing er durch den Erzbischof von Benevent, Agostino Mancinelli, das Sakrament der Priesterweihe. Zerrillo war zunächst als Spiritual am Regionalen Päpstlichen Priesterseminar Pio XI. in Benevento tätig, bevor er 1977 Pfarrer der Pfarrei San Modesto in Benevento wurde. Daneben fungierte er als nationaler Vizepräsident der Unione Apostolica del Clero. Am 4. Oktober 1967 verlieh ihm Papst Paul VI. den Titel Päpstlicher Geheimkämmerer.
Papst Johannes Paul II. ernannte ihn am 7. Dezember 1985 zum Bischof von Tricarico. Die Bischofsweihe spendete ihm der Präfekt der Kongregation für die Bischöfe, Bernardin Kardinal Gantin, am 25. Januar 1986 in der Kathedrale Maria Santissima Assunta in Benevento; Mitkonsekratoren waren Carlo Minchiatti, Erzbischof von Benevent, und Carmelo Cassati MSC, emeritierter Bischof von Lucera. Sein Wahlspruch Benignitas et humanitas („Güte und Menschenfreundlichkeit“) stammt aus Tit 3,4 . Zudem war Francesco Zerrillo Sekretär der regionalen Bischofskonferenz von Basilikata und Delegat für die kulturelle Ausbildung in den Priester- und Knabenseminaren.
Am 15. Februar 1997 bestellte ihn Johannes Paul II. zum Bischof von Lucera-Troia. Zerrillo wurde am 5. April desselben Jahres in sein Amt eingeführt. Bis zur Amtseinführung seines Nachfolgers als Bischof von Tricarico, Salvatore Ligorio, am 1. März 1998 leitete er außerdem das Bistum Tricarico als Apostolischer Administrator. Von März bis 28. September 2003 war er zusätzlich Apostolischer Administrator des vakanten Erzbistums Foggia-Bovino.
In der Italienischen Bischofskonferenz gehörte Francesco Zerrillo der Kommission für den Klerus an. Ferner wirkte er in der regionalen Bischofskonferenz von Apulien als Delegat für die Missionsarbeit. Außerdem war Zerrillo Großoffizier des Ritterordens vom Heiligen Grab zu Jerusalem und Prior der Komturei Lucera-Troia.
Am 30. Juni 2007 nahm Papst Benedikt XVI. sein aus Altersgründen vorgebrachtes Rücktrittsgesuch an und ernannte ihn bis zur Amtseinführung seines Nachfolgers Domenico Cornacchia am 14. Oktober desselben Jahres zum Apostolischen Administrator der Diözese. Anschließend war Francesco Zerrillo als Spiritual am Priesterseminar in Benevento tätig. Später lebte er in seinem Geburtsort Reino, wo er am 14. Mai 2022 starb. Zerrillo wurde in der dortigen Friedhofskapelle beigesetzt.